# فدیورس

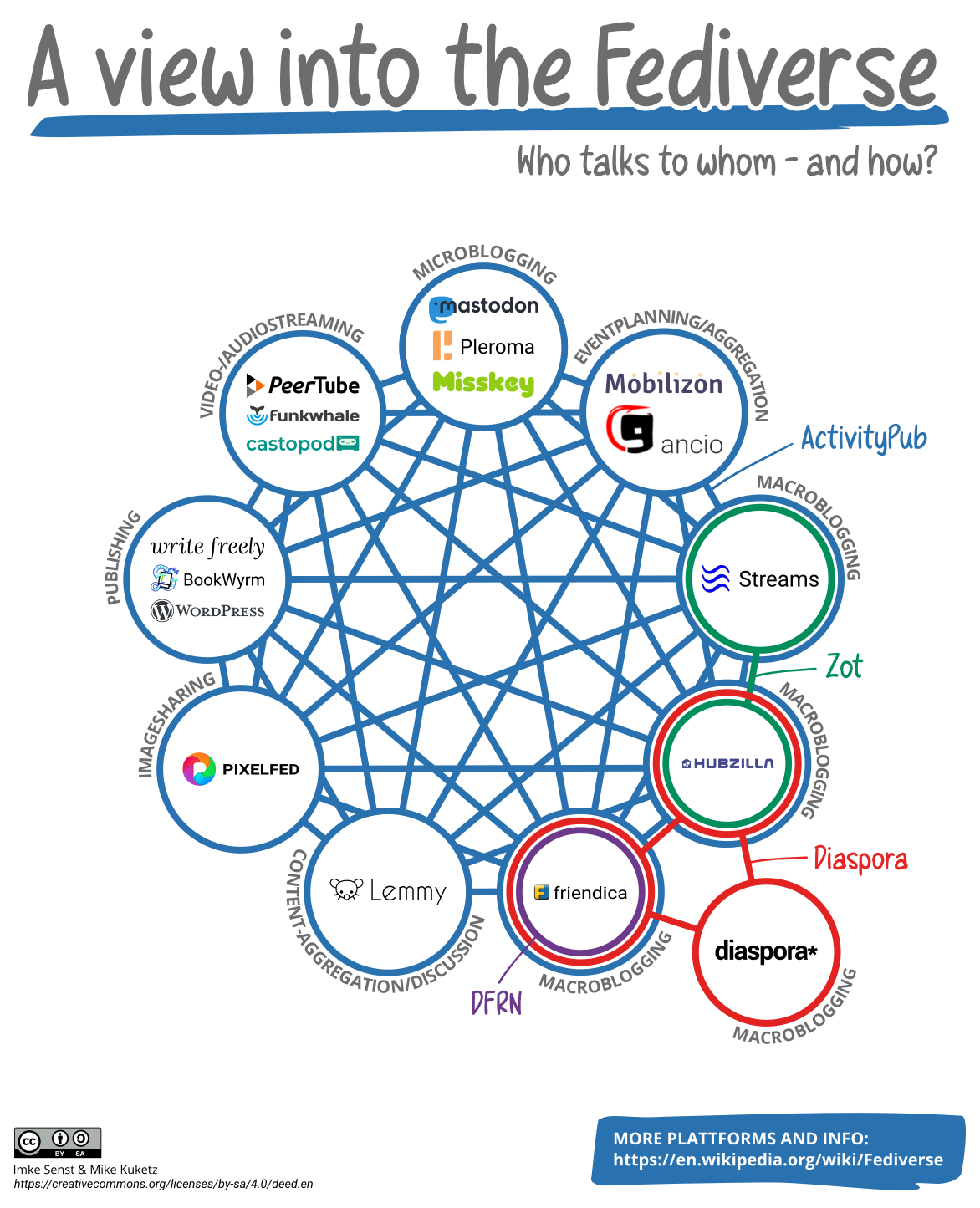
گزیده‌ای از شیوه‌نامه‌ها و سکوهای نرم‌افزاری رایج در فدیورس (۲۰۲۳)

فدیورس (انگلیسی: Fediverse)(یک واژه چندوجهی از ترکیب "فدراسیون" و "جهانی") می‌باشد. مفهوم آن، گروهی از کارسازهای به‌هم‌پیوسته (فدراسیونی) هستند که که برای انتشار محتوا در وب (نظیر شبکه‌های اجتماعی، میکروبلاگینگ، وبلاگ‌نویسی یا تارنماها) و خدمات میزبانی پرونده به‌کار می‌روند. این کارسازها درحالی که به صورت مستقل میزبانی شده‌اند، می‌توانند با یک‌دیگر ارتباط برقرار کنند.
کاربران می‌توانند روی نمونه‌های متفاوت (کارسازهای مختلف) حساب بسازند. سپس می‌توانند با حساب‌هایی که روی نمونه‌های دیگر هستند ارتباط برقرار کنند؛ چرا که نرم‌افزار در حال اجرا روی این کارسازها از یک یا چند شیوه‌نامه ارتباطی (پروتکل) استفاده می‌کند که از یک استاندارد باز پیروی می‌کند. کاربران می‌توانند به‌عنوان حساب‌های موجود در فدیورس، متن یا دیگر داده‌های چندرسانه‌ای را ارسال کنند یا فرسته‌های حساب‌های کاربری دیگر را دنبال کنند در برخی موارد، کاربران می‌توانند تعیین کنند که داده‌ای که هم‌رسانی می‌کنند (ویدیو، صدا، متن و پرونده‌های دیگر) برای عموم قابل مشاهده باشد یا به گروهی خاص نمایش داده شود. همچنین می‌توانند به یک گروه انتخاب‌شده از کاربران دسترسی ویرایش داده‌های کاربران دیگر (مانند:تقویم یا دفترچه آدرس) را بدهند. 
یکی از ویژگی‌های اصلی متمایزکننده فدیورس، عدم‌تمرکز است. هیچ مرجع مرکزی وجود ندارد که کنترل یا تعیین کند که چه چیزی قابل پذیرش است؛ زیرا هر نمونه مستقل از نمونه‌های دیگر است.

## تاریخچه

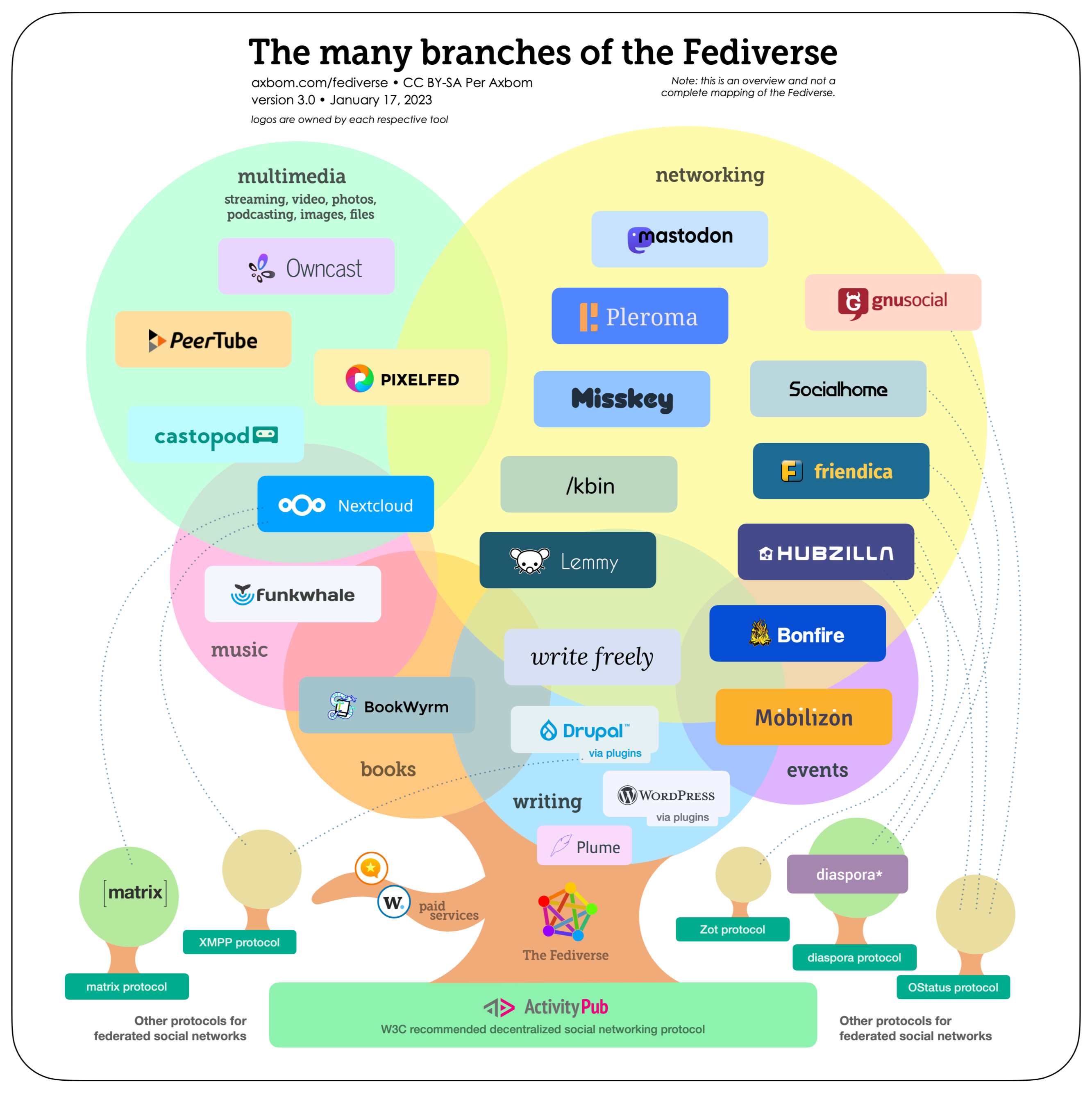
سکوهای نرم‌افزاری مختلف فدیورس و همچنین سایر شبکه‌های فدرالی، ترسیم‌شده به شکل یک درخت

در سال ۲۰۰۸ شبکه اجتماعی ایدنتیکا توسط اوان پرودرومو تأسیس شد. او نرم‌افزار گنو سوشال را تحت پروانه آزاد (پروانه عمومی همگانی آفرو، AGPL) منتشر کرد. همچنین شیوه‌نامهٔ OStatus را تعریف کرد. علاوه بر کارساز اصلی، یعنی identi.ca، تعداد محدودی نمونهٔ ایدنتیکا موجود بود که توسط افراد برای استفاده‌های شخصی راه‌اندازی شده بود. در سال‌های ۲۰۱۱ یا ۲۰۱۲، identi.ca به نرم‌افزار دیگری به نام pump.io تغییر یافت. تعداد زیادی نمونه گنو سوشال ساخته شدند. همزمان با گنو سوشال پروژه‌های دیگری مثل فرندیکا، هاب‌زیلا، ماستودون و پلرما  شیوه‌نامهٔ Ostatus را یکپارچه کردند تا بدین ترتیب فدیورس گسترش یابد (گرچه ماستودون و پلرما پس از آن زمان OStatus را با اکتیویتی‌پاب جایگزین کردند). 
در ژانویه ۲۰۱۸ کنسرسیوم وب جهان‌گستر، شیوه‌نامه اکتیویتی‌پاب (ActivityPub) را ارائه کرد که هدف آن، بهبود قابلیت همکاری بین بسته‌های نرم‌افزاری مختلفی است که در شبکهٔ گسترده‌ای از سرورها اجرا می‌شوند. در اوت ۲۰۱۸، این شیوه‌نامه توسط ۱۳ بسته نرم‌افزاری پشتیبانی می‌شود و شیوه‌نامه غالب استفاده‌شده در فدیورس است. اکنون این شیوه‌نامه توسط تعداد بیش‌تری از نرم‌افزارها و سکوها پشتیبانی می‌شود (جدول زیر را ببینید).

## شیوه‌نامه‌های ارتباطی که در فدیورس استفاده می‌شوند

نماد پیشنهادی فدیورس

این شیوه‌نامه‌های ارتباطات که استاندارد باز را پیاده‌سازی می‌کنند در فدیورس استفاده می‌شوند:
- اکتیویتی‌پاب
- DFRN[۷]
- شبکهٔ دیاسپورا
- OStatus
- اکس‌ام‌پی‌پی
- Zot & Zot/6[۸][۹]

## سکوهای نرم‌افزارهای فدیورس
استفاده از نرم‌افزارهای فدیورس کاملاً آزاد و متن‌باز هستند. برخی از آن‌ها (مانند Misskey، ماستودون، گنو سوشال و Pelorma) که عملکرد مشابهی در میکروبلاگینگ خود دارند، به شکل مبهمی شبیه به توییتر هستند. برخی دیگر از آن‌ها شامل گزینه‌های ارتباطی و تعاملی بیشتری هستند و در عوض با گوگل‌پلاس و فیس‌بوک قابل مقایسه‌اند. (در این مورد می‌توانیم به فرندیکا و هاب‌زیلا اشاره کنیم).
سکوهای نرم‌افزاری زیر با استفاده از شیوه‌نامه‌های فهرست‌شده، گسترهٔ فدیورس را دربر می‌گیرند
| نام                                          | دسته                                                                                            | اکتیویتی‌پاب  | DFRN | Diaspora Network | OStatus   | Zot Zot/6   |
| -------------------------------------------- | ----------------------------------------------------------------------------------------------- | ------------ | ---- | ---------------- | --------- | ----------- |
| Aardwolf                                     | شبکه اجتماعی                                                                                    | آری          | نه   | نه               | نه        | نه          |
| Anfora                                       | میزبانی تصویر                                                                                   | در حال انجام | نه   | نه               | نه        | نه          |
| دیاسپورا                                     | شبکه اجتماعی، میکروبلاگینگ                                                                      | پیشنهاد شده  | نه   | آری              | نه        | نه          |
| distbin                                      | Pastebin                                                                                        | آری          | نه   | نه               | نه        | نه          |
| Frendica                                     | شبکه اجتماعی، میکروبلاگینگ                                                                      | آری          | آری  | آری              | آری       | نه          |
| Funkwhale                                    | صوت، میزبانی صدا                                                                                | آری          | نه   | نه               | نه        | نه          |
| GNU MediaGoblin                              | پرونده، نگاره، صوت، میزبانی ویدئو                                                               | پیشنهاد شده  | نه   | نه               | نه        | نه          |
| گنو سوشال                                    | میکروبلاگینگ                                                                                    | پیشنهاد شده  | نه   | نه               | آری       | نه          |
| Honk                                         | شبکه اجتماعی                                                                                    | آری          | نه   | نه               | نه        | نه          |
| Hubzilla (f. RedMatrix; orig. Friendica-Red) | سامانه مدیریت محتوا، شبکه اجتماعی، میکروبلاگینگ، ویکی، وبلاگ نویسی، گالری نگاره‌ها، میزبانی فایل | آری          | نه   | آری              | آری       | Zot         |
| Kibou                                        | شبکه اجتماعی، میکروبلاگینگ                                                                      | آری          | نه   | نه               | نه        | نه          |
| Littr.me                                     | اشتراک گذاری پیوند                                                                              | آری          | نه   | نه               | نه        | نه          |
| ماستودون                                     | میکروبلاگینگ                                                                                    | آری          | نه   | نه               | مردود شد  | نه          |
| microblog.pub                                | میکروبلاگینگ                                                                                    | آری          | نه   | نه               | نه        | نه          |
| Misskey                                      | شبکه اجتماعی، میکروبلاگینگ                                                                      | آری          | نه   | نه               | نه        | نه          |
| نکست‌کلاود                                    | میزبانی فایل                                                                                    | آری          | نه   | نه               | نه        | نه          |
| Numaverse                                    | میکروبلاگینگ، اتریوم                                                                            | آری          | نه   | نه               | نه        | نه          |
| Osada                                        | شبکه اجتماعی، میکروبلاگینگ                                                                      | آری          | نه   | نه               | نه        | Zot/6       |
| PeerPx                                       | میزبانی تصویر                                                                                   | آری          | نه   | نه               | نه        | نه          |
| پیرتیوب                                      | میزبانی ویدئو                                                                                   | آری          | نه   | نه               | نه        | نه          |
| PixelFed                                     | میزبانی تصویر                                                                                   | آری          | نه   | نه               | نه        | نه          |
| Pleroma                                      | میکروبلاگینگ                                                                                    | آری          | نه   | نه               | آری       | نه          |
| Plume                                        | وبلاگ نویسی                                                                                     | آری          | نه   | نه               | نه        | نه          |
| postActiv                                    | میکروبلاگینگ                                                                                    | پیشنهاد شده  | نه   | نه               | آری       | نه          |
| Prismo                                       | اشتراک گذاری پیوند                                                                              | آری          | نه   | نه               | نه        | نه          |
| Pubcast (f. Metapods)                        | پخش اینترنتی                                                                                    | آری          | نه   | نه               | نه        | نه          |
| pump.io                                      | میکروبلاگینگ                                                                                    | پیشنهاد شده  | نه   | نه               | مردود شده | نه          |
| Read.as                                      | فیدخوان                                                                                         | آری          | نه   | نه               | نه        | نه          |
| Socialhome                                   | وبگاه، شبکه اجتماعی، میکروبلاگینگ                                                               | در حال انجام | نه   | آری              | نه        | پیشنهاد شده |
| Write.as / WriteFreely                       | وبلاگ نویسی                                                                                     | آری          | نه   | نه               | نه        | نه          |
| Zap                                          | شبکه اجتماعی، Macroblogging                                                                     | نه           | نه   | نه               | نه        | Zot/6       |

## مطالعه بیش‌تر
- «فدیورس چطور کار میکند؟»